# CDMA2000
CDMA2000은 2.5G와 3G의 혼합형 기술로 CDMA을 사용한다. CDMA2000은 1xRTT에서는 2.5G 기술로 고려되며, EVDO에서는 3G 기술로 고려된다.
CDMA는 모바일 디지털 무선 기술로 코드(PN sequence)를 통해 채널이 정의된다. CDMA는 동일한 주파수 채널에서 여러 전송이 동시에 일어날 수 있으며, 이는 GSM, D-AMPS에서 사용되는 TDMA나 AMPS에서 사용되는 FDMA와는 다르다. 더 작은 수의 cell 사이트에서 더 많은 수의 무선 단말을 사용할 수 있어 CDMA 기반의 표준은 TDMA, FDMA 기반의 표준보다 경제성을 갖는다.
CDMA2000은 상대적으로 오랜 기술적 역사를 가지고 있으며 퀄컴에서 개발한 cdmaOne과 같은 과거의 CDMA 통신 기법과의 호환성을 갖는다.
CDMA2000 표준인 CDMA2000 1xRTT, CDMA2000 EV-DO 그리고 CDMA2000 EV-DV는 ITU의 IMT-2000 표준에서 승인되었고, 2G CDMA, IS-95(cdmaOne)을 계승하는 표준이다. CDMA2000은 3GPP2에서 표준화가 진행되었다.
CDMA2000은 TIA-USA의 공인 트레이드마크이며 CDMA와 같은 일반적인 용어가 아니다.
CDMA2000은 3G 표준인 UMTS와 호환되지 않으며, 450 MHz, 700 MHz, 800 MHz, 900 MHz, 1700 MHz, 1800 MHz, 1900 MHz, 2100 MHz 대역에서 동작한다.

## 종류

### 1xRTT
CDMA2000 1xRTT은 CDMA2000 무선 인터페이스 표준으로 1x, 1xRTT, 또는 IS-2000으로 알려져 있다. "1x"라는 이름은 "1회 무선전송기술"을 의미하며 RF 대역폭은 IS-95와 같다: 1.25MHz 무선 채널 전이중(duplex) 전송. 이는 3xRTT와 다른 점이고 3xRTT는 세 배 넓은 채널 (3.75MHz)를 사용한다. 1xRTT는 64개의 추가적인 트래픽 채널을 사용하여 IS-95에 비해 거의 두 배의 데이터 처리 용량을 갖는다. 하지만 이와 같은 높은 데이터 전송률에도 불구하고 실제로는 최대 데이터 전송률을 144kbit/s로 제한하고 있다. 그 밖에 IMT-2000은 데이터 서비스의 활성화와 QoS를 위해 데이터 링크 계층을 개선하였다. IS-95 데이터 링크 계층은 데이터 및 음성 서비스에 대해서 "best effort delivery"만을 제공했었다.
1xRTT는 공식적으로 3G 기술로 승인받았지만, 많은 경우 2.5G 또는 2.75G 기술로 인식된다. 그 이유는 일부 대역에서의 3G 시스템을 제한하는 몇몇 국가에서, 1xRTT는 2G 주파수 범위에서 사용되고 있기 때문이다.

### 3x
CDMA2000 3x (EV-DO rev B)는 Rev A 표준을 멀티-캐리어로 진화시킨 기술로 EVDO Rev A와 상호 호환성을 가지며, 다음의 개선 사항을 제공한다.
- 반송파별 높은 데이터 전송률 (반송파 별로 다운링크에서 4.9 Mbit/s 이상). 실제로는 3개의 반송파를 사용하여 14.7 Mbit/s의 최대 전송률을 제공한다.
- 여러 개의 채널을 하나로 묶어 높은 데이터 전송률 제공(고화질 비디오 스트리밍과 같은 서비스 제공에 용이).
- 통계적 멀티플렉싱(statistical multiplexing)을 통한 지연 감소(게임, 화상 통화, 원격 제어, 웹 브라우징과 같은 서비스 제공에 용이).
- 통화 가능 시간 및 대기 가능 시간의 증가
- 하이브리드 주파수(Hybrid frequency) 재사용을 통한 인접 섹터 간 간섭 감소 및 셀 가장자리에서의 데이터 전송률 증가
- 비대칭적인 다운로드/업로드 환경에서의 효과적인 서비스 제공 (파일 전송, 웹 브라우징, 광대역 멀티미디어 데이터 전송)

### EV-DO
EV-DO(Evolution-Data Optimized, Evolution-Data only, EVDO 또는 EV)는 광대역 인터넷 접속을 통해 무선 신호로 데이터를 전송하는 이동통신 표준이다. EV-DO는 각 개인 및 전체 시스템의 성능을 최대화하기 위해 CDMA 또는 TDMA 기술을 사용한다. EV-DO는 CDMA2000 표준의 일환으로 3GPP2에서 표준화가 진행되었으며 기존 CDMA 망에서 이동 전화 서비스를 제공하던 사업자들에 의해 널리 쓰이고 있다.

### EV-DV
CDMA2000 EV-DV (Evolution-Data/Voice)는 다운링크에서 3.1 Mbit/s의 데이터 전송률을 보이며, 업링크에서 1.8 Mbit/s의 데이터 전송률을 보인다. EV-DV는 또한 동일 무선 채널상에서 1x 음성, 1x 데이터 및 고속 EV-DV 데이터의 동시 사용을 지원한다.
2004년에서 2005년에 이르기까지 DV와 DO에 대한 많은 논의가 있었다. 기존 음성 망을 가진 사업자들은 DV를 선호하였는데, 그 이유는 DV의 경우 오버레이(overlay)를 필요로 하지 않았기 때문이다. 반면, 네트워크 엔지니어들과 1x 음성 망을 보유하지 않은 신규 사업자들은 EV-DO를 선호하였는데, 그 이유는 이들은 기존 망과의 상호 호환성을 확보할 필요가 없었고, EV-DO는 IP망을 사용하여 SS7 망 및 MSC와 같은 복잡한 네트워크 스위치를 요구하지 않기 때문이다. 또한 EV-DV의 경우 시장 요구 시점에 맞게 장비를 제공할 수 없었던 반면 EV-DO는 표준이 완료되어 EV-DO 장비와 관련 ASIC은 시장 요구 시점에 맞게 사용 가능하였다. 2004년 버라이즌과 스프린트 넥스텔이, 2005년에는 기타 군소 사업자들이 EV-DO를 사용한다고 발표하였고, 2005년 3월 퀄컴은 EV-DV 칩셋 개발을 중단하고 EV-DO 생산 라인에 집중하게 되었다.

## 한국의 CDMA2000
2000년에 CDMA2000서비스를 시작했으며, KT의 경우, 4G LTE 서비스 상용화 시기를 염두에 두고, 디지털 디바이드(정보 격차) 해소의 일환으로, 2012년 3월에 2G 서비스를 완전히 종료한 이후에, 4G LTE 서비스를 개시하였다. 
또한, SK텔레콤의 경우, 2020년 7월 27일에 2G CDMA 서비스를 최종적으로 종료한 바 있다. 왜냐하면, 시스템 노후화로 인해 통신망 장애 문제가 우려되고, 핵심부품의 단종으로 인한 유지보수의 불가로, 정상적인 서비스를 계속적으로 유지하기가 곤란하다는 전제 조건으로, 2G 서비스 종료를 단행한 것이다. 
더욱이, LG유플러스도 이듬해인 2021년 5월 25일에 해당 주무부처인 과학기술정보통신부 측에서 폐업 신청하여, 이동통신 3사의 2G CDMA 서비스는 역사의 뒤안길로 사라지게 되었다.